# Бойко, Николай Павлович
Николай Павлович Бойко (1911—1995) — капитан Советской Армии, участник Великой Отечественной войны, Герой Советского Союза (1943).

## Биография
Родился 5 мая 1911 года в селе Ивангород (ныне — Ичнянский район Черниговской области Украины) в крестьянской семье.
Получил неполное среднее образование, окончил курсы механизаторов, работал трактористом в колхозе. В 1933 году окончил Нежинскую межрайонную совпартшколу, после чего работал пропагандистом в политотделе Батуринской машинно-тракторной станции.
В 1934—1935 годах проходил службу в Рабоче-крестьянской Красной Армии. После демобилизации работал в Орловском потребсоюзе, заведующим культбазой в Брянске.
В 1941 году был повторно призван в армию и направлен на фронт Великой Отечественной войны. Участвовал в боях на Западном, Брянском, Центральном и 1-м Украинском фронтах, дважды был ранен и трижды контужен. К июлю 1943 года гвардии старший лейтенант Николай Бойко командовал 8-й батареей 34-го гвардейского артиллерийского полка 6-й гвардейской стрелковой дивизии 13-й армии Центрального фронта.
Из наградного листа на орден «Отечественная Война» 2 степени :

 В боях за Родину тов. Бойко показал себя мужественным, отважным и волевым командиром.
В оборонительном бою с немецко-фашистскими оккупантами 5.7.43 г. в районе дер. Снова при наступлении немецкой пехоты и танков тов. Бойко чётко и умело управлял огнём батареи в составе дивизиона. Батарея массированным огнём отразила в течение дня 7 атак противника, приостановила его продвижение вперёд.
Находясь со вторым огневом взводом на открытой огневой позиции тов. Бойко в упор стал расстреливать немецкие танки, подбив два тяжёлых танка Т-6 «Тигр» и уничтожил до роты солдат и офицеров противника.
За умелые действия, проявления отваги и мужества в бою достоин правительственной награды орденом «Отечественная Война» 2 степени. — 13 июля 1943 г.  командир 34 гв. ап  гв. подп-к  Буцыков
7 июля 1943 года Бойко организовал оборону батареи во время атаки 70 вражеских танков в районе станции Поныри в Курской области, в ходе которой батарея подбила 11 танков. 29 сентября батарея Бойко первой в своём полку форсировала Припять к юго-востоку от Чернобыля в Киевской области. На плацдарме она приняла участие в отражении 7 немецких контратак, уничтожила 2 бронемашины и пехоту численностью около 2 взводов.
Указом Президиума Верховного Совета СССР от 16 октября 1943 года за «мужество, стойкость и отвагу, проявленные в боях против немецко-фашистских захватчиков при форсировании Днепра, удержании и расширении плацдармов» гвардии старший лейтенант Николай Бойко был удостоен высокого звания Героя Советского Союза с вручением ордена Ленина и медали «Золотая Звезда» за номером 1797.
В 1946 году в звании капитана Бойко был уволен в запас. В 1948 году он окончил совпартшколу, в 1952 году — Харьковский педагогический институт. Находился на педагогической работе в Измаиле Одесской области, затем в Харькове. С 1970 года проживал в Сумах, был старшим преподавателем кафедры марксизма-ленинизма филиала Харьковского политехнического института. Впоследствии переехал в Донецк, был доцентом на кафедре научного коммунизма Донецкого политехнического института.
Умер 29 марта 1995 года.
Был также награждён двумя орденами Отечественной войны 1-й степени, орденом Отечественной войны 2-й степени, а также рядом медалей.
В память о Бойко на здании Донецкого политехнического университета установлена мемориальная доска. В годы Советской власти имя Бойко носил комсомольский молодёжный отряд в Ивангороде.